# Emiratos Árabes Unidos en los Juegos Olímpicos de Seúl 1988
Los Emiratos Árabes Unidos estuvieron representados en los Juegos Olímpicos de Seúl 1988 por un total de 12 deportistas masculinos que compitieron en 2 deportes.
El portador de la bandera en la ceremonia de apertura fue el ciclista Sultan Jalifa. El equipo olímpico emiratí no obtuvo ninguna medalla en estos Juegos.